# 三悪趣
三悪趣（さんあくしゅ）とは、仏教において、悪行を重ねた人間が死後に「趣く」といわれる3つの下層世界（地獄・餓鬼・畜生の3つ）を指す。三悪道（さんあくどう）、あるいは三悪、また三途（三塗とも、さんづ / さんず）などともいう。
浄土宗では「さんなくしゅ / さんなくどう」、浄土真宗 / 真宗では「さんまくしゅ / さんまくどう」と読み慣わす。

## 概要
三悪趣は、五趣あるいは六道のうち、人間が生前に犯した下劣な振る舞いの果報としてその罪悪によって、死後に苦しい生活を送る事になる場所といわれる。波羅蜜との関係で語られることが多い。
- 餓鬼趣 - 布施に不知な下品（げぼん）の者が趣く / 下品の十悪業を犯した者が堕ちる
- 畜生趣 - 持戒に不知な中品（ちゅうぼん）の者が趣く / 中品の十悪業を犯した者が堕ちる
- 地獄趣 - 忍辱に不知な上品（じょうぼん）の者が趣く / 上品の十悪業を犯した者が堕ちる

一般的には、悪業を犯した者が趣く世界とされるが、のちに現世での悪業によるその人の精神的な境涯を表しているとも解釈される。
なお、六道の下層3位を三悪趣と呼ぶのに対し、その上層3位である修羅・人間・天上を三善趣（さんぜんしゅ）と呼び、区別する場合もある。また、三悪趣に修羅を加えた4つを四悪趣（しあくしゅ）とも称する。